# خيرمان ألفاريز
خيرمان ألفاريز (بالإسبانية: Germán Álvarez Beigbeder)‏ (و. 1882 – 1968 م) هو موزع (موسيقى)، وملحن، وعالم موسيقى إسباني، ولد في شريش، توفي عن عمر يناهز 86 عاماً.